# Zagłębie-Lubin-Stadion
Das Zagłębie-Lubin-Stadion (polnisch Stadion Zagłębia Lubin, durch Sponsorenvertrag offiziell KGHM Zagłębie Arena) ist ein Fußballstadion in der polnischen Stadt Lubin. Der Fußballverein Zagłębie Lubin ist Hauptnutzer und Eigentümer der Spielstätte. Die Spielstätte bietet den Besuchern 16.086 überdachte Sitzplätze. Der Bau kostete rund 130 Millionen Złoty (ca. 31 Mio. Euro). Die Anlage wurde am Standort des alten Stadion Zagłębia Lubin mit 35.000 Plätzen gebaut.
Im Februar 2009 einigten sich der Verein und das Telekommunikationsunternehmen Telefonią Dialog S.A. auf einen Sponsorenvertrag über den Namen der Anlage. Das Stadion in Lubin war die erste Spielstätte in Polen mit einem Sponsorennamen. Nach drei Jahren lief der Vertrag aus und ab 2012 trug es den Namen der früheren Spielstätte. Im Oktober 2023 wurde der in Lubin ansässige Bergbaukonzern KGHM Polska Miedź neuer Namensgeber.

## Galerie

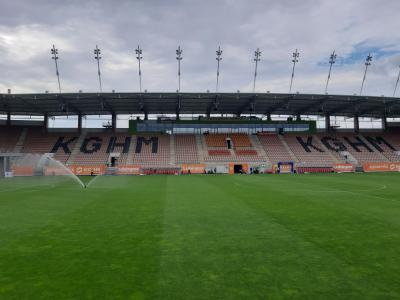
Bild der Haupttribüne
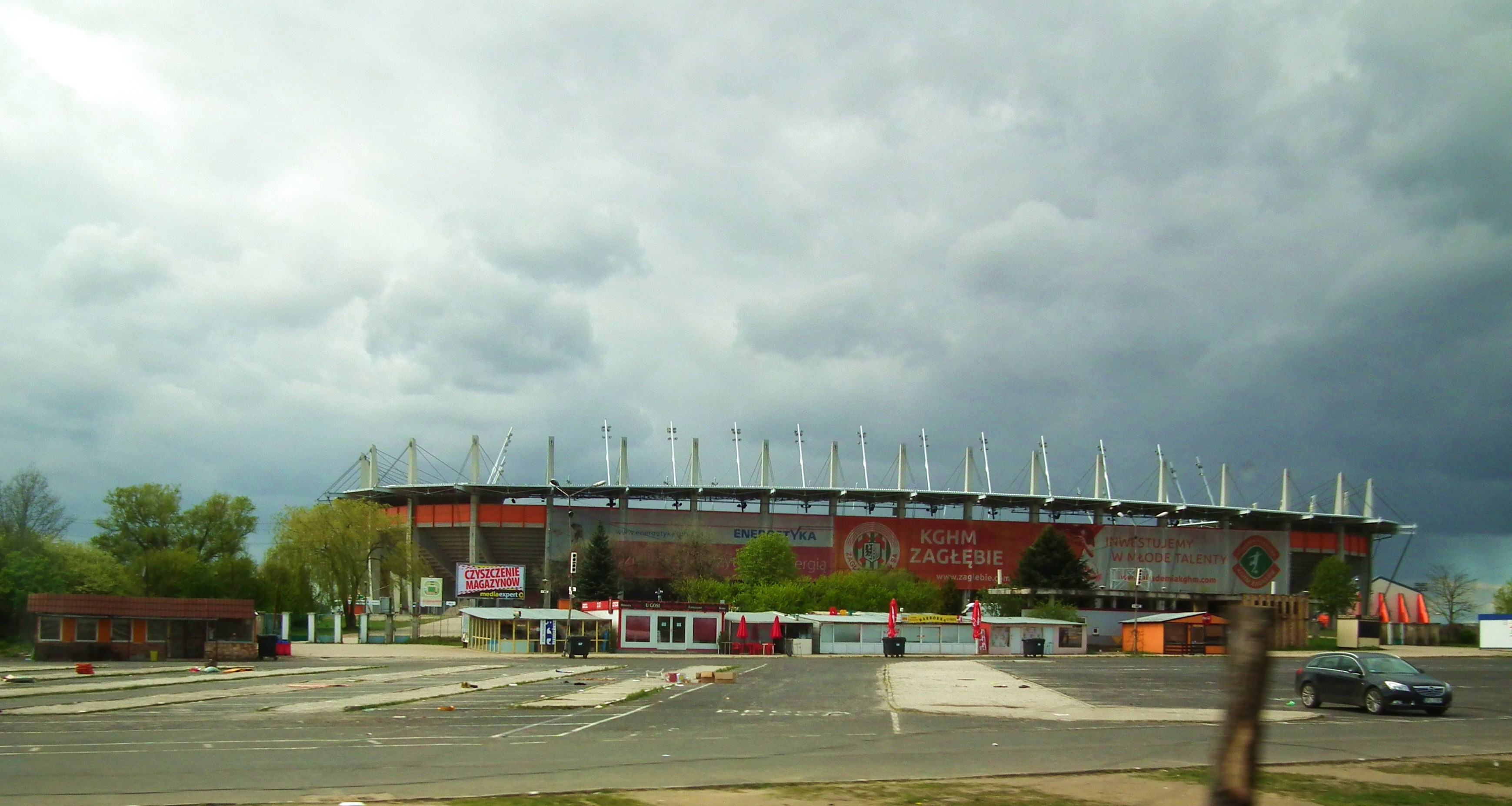
Die Außenansicht des Stadions
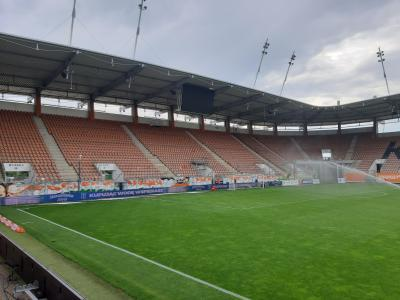
Südtribüne, Tribüne der Orange City Boys